# 오리진스상
오리진스 상(Origins Award)은 1974년부터 미국에서 수여된 상으로서 AAGAD(Academy of Adventure Game Arts and Design)에서 해마다 게임분야에서 가장 높은 평가를 받은 분야들에게 수여하는 상이다.
게임, 게임잡지, 보드게임, TRPG, 피규어(미니어처) 등 총 5분야로 나뉘며 <게임 분야>에서는 3가지, <게임잡지분야>에서는 3가지, <보드 게임분야>에서는 6가지, <TRPG>에서는 4가지, <피규어(미니어처)> 분야에서 4가지를 각각 수여한다.

## 같이 보기
- 슈필데스야레스